# Lasioceros dentilinea
Lasioceros dentilinea är en fjärilsart som beskrevs av James John Joicey och Talbot 1918. Lasioceros dentilinea ingår i släktet Lasioceros och familjen tandspinnare. Inga underarter finns listade i Catalogue of Life.